# Dampflokomotiven der norwegischen Eisenbahngesellschaft Valdresbanen
Diese Liste führt die Dampflokomotiven der norwegischen Eisenbahngesellschaft Valdresbanen auf.
Valdresbanen war eine private Eisenbahnstrecke in Norwegen. Das Storting beschloss den Bahnbau 1899. Der private Eisenbahnbauer Søren Sørensen wurde um ein Angebot gebeten. Der Staat würde zwei Millionen Kronen beitragen, zusätzlich die Gemeinden und Einzelpersonen 1,8 Millionen Kronen. Insgesamt würde die Linie schätzungsweise 3,8 Millionen Kronen kosten.
Die Strecke zwischen Eina und Dokka wurde 1902 unter dem Namen Landsbanen eröffnet und 1906 als Valdresbanen bis Fagernes erweitert. Am 28. November 1902 wurde die Strecke von Eina bis Dokka eröffnet und am 1. November 1903 erreichte man Tonsåsen. Zu dieser Zeit war das ganze Geld verbraucht. Die Gemeinden deckten die Überschreitungen von 700.000 Kronen ab. Der Abschnitt bis Aurdal wurde am 11. Oktober 1905 eröffnet und schließlich wurde Fagernes am 11. Oktober 1906 erreicht.
Die Strecke wurde gut frequentiert und fuhr viele Jahre Gewinn ein. Der Überschuss wurde verwendet, um die Strecke instand zu setzen. Im Jahr 1923 beschloss das Storting eine Verlängerung der Strecke bis Vangsmjøsa, aber diese Erweiterung wurde nie realisiert.
Die Bahnstrecke wurde privat betrieben, bis sie die Norges Statsbaner nach dem Auslaufen der Konzession am 1. Juli 1937 übernahmen.
| Nr.    | Name         | Lieferant                            | Lieferdatum | Inbetriebnahme | Ausgemustert      | Bauart      | NSB - Type | NSB - Nummer | Bemerkungen                                                                             |
| ------ | ------------ | ------------------------------------ | ----------- | -------------- | ----------------- | ----------- | ---------- | ------------ | --------------------------------------------------------------------------------------- |
| V.B. 0 | VALDRESMERRA | Sächsische Maschinenfabrik, Nr. 2631 | 1901        | 1901           | 1935              | B n2t       |            |              | Rj.B. Nr. 1                                                                             |
| V.B. 1 | VALDRES      | Sächsische Maschinenfabrik, Nr. 2742 | 1902        | 1902           | 17. Juni 1963     | 1'C1' T h2  | 50a        | 17           | Baureihe V.B. 1–4                                                                       |
| V.B. 2 | LAND         | Sächsische Maschinenfabrik, Nr. 2743 | 1902        | 1902           | 8. Dezember 1953  | 1'C1' T h2  | 50a        | 18           | Baureihe V.B. 1–4, am 11. Dezember 1953 an die Klevfos Cellulose & Papirfabrik verkauft |
| V.B. 3 | EINA         | Sächsische Maschinenfabrik, Nr. 2825 | 1903        | 1903           | 15. Juni 1957     | 1'C1' T h2  | 50a        | 19           | Baureihe V.B. 1–4                                                                       |
| V.B. 4 | FAGERNES     | Sächsische Maschinenfabrik, Nr. 3035 | Mai 1907    | Juni 1907      | 16. Juni 1957     | 1'C1' T h2  | 50a        | 20           | Baureihe V.B. 1–4                                                                       |
| V.B. 5 | JOTUNHEIMEN  | Sächsische Maschinenfabrik, Nr. 3405 | Juni 1910   | 1910           | 24. August 1953   | 1'D1' T n2v | 51a        | 21           |                                                                                         |
| V.B. 6 |              | Sächsische Maschinenfabrik, Nr. 3715 | 1913        | April 1914     | 10. November 1954 | 1'D1' T h2  | 51b        | 22           |                                                                                         |
| V.B. 7 |              | Sächsische Maschinenfabrik, Nr. 4664 | 1926        | 1926           | 28. Februar 1958  | 1'D1' T h2  | 52a        | 23           |                                                                                         |